# Chrysonoma
Chrysonoma is een geslacht van vlinders van de familie sikkelmotten (Oecophoridae), uit de onderfamilie Oecophorinae.

## Soorten
- C. adelosema (Lower, 1920)
- C. aporopis (Meyrick, 1928)
- C. argutella (Zeller, 1877)
- C. atricollis (Meyrick, 1884)
- C. bullifera Meyrick, 1920
- C. consularis (Meyrick, 1913)
- C. cornuta Meyrick, 1914
- C. chrysopis (Meyrick, 1902)
- C. epularis (Meyrick, 1913)
- C. eumorpha Diakonoff, 1967
- C. fascialis (Fabricius, 1775)
- C. fragmentaria Diakonoff, 1967
- C. hesitans Diakonoff, 1967
- C. inermis Diakonoff, 1967
- C. isosceliphora (Lower, 1894)
- C. macropodias (Meyrick, 1913)
- C. maculifera Lower, 1916
- C. megaloxantha Turner, 1917
- C. melanocrossa (Meyrick, 1889)
- C. pandora (Turner, 1917)
- C. panxantha (Lower, 1894)
- C. poecilosema Diakonoff, 1967
- C. protophaes (Meyrick, 1883)
- C. seleniaca (Meyrick, 1884)
- C. tentatella (Walker, 1864)